# Пагода Чайттійо

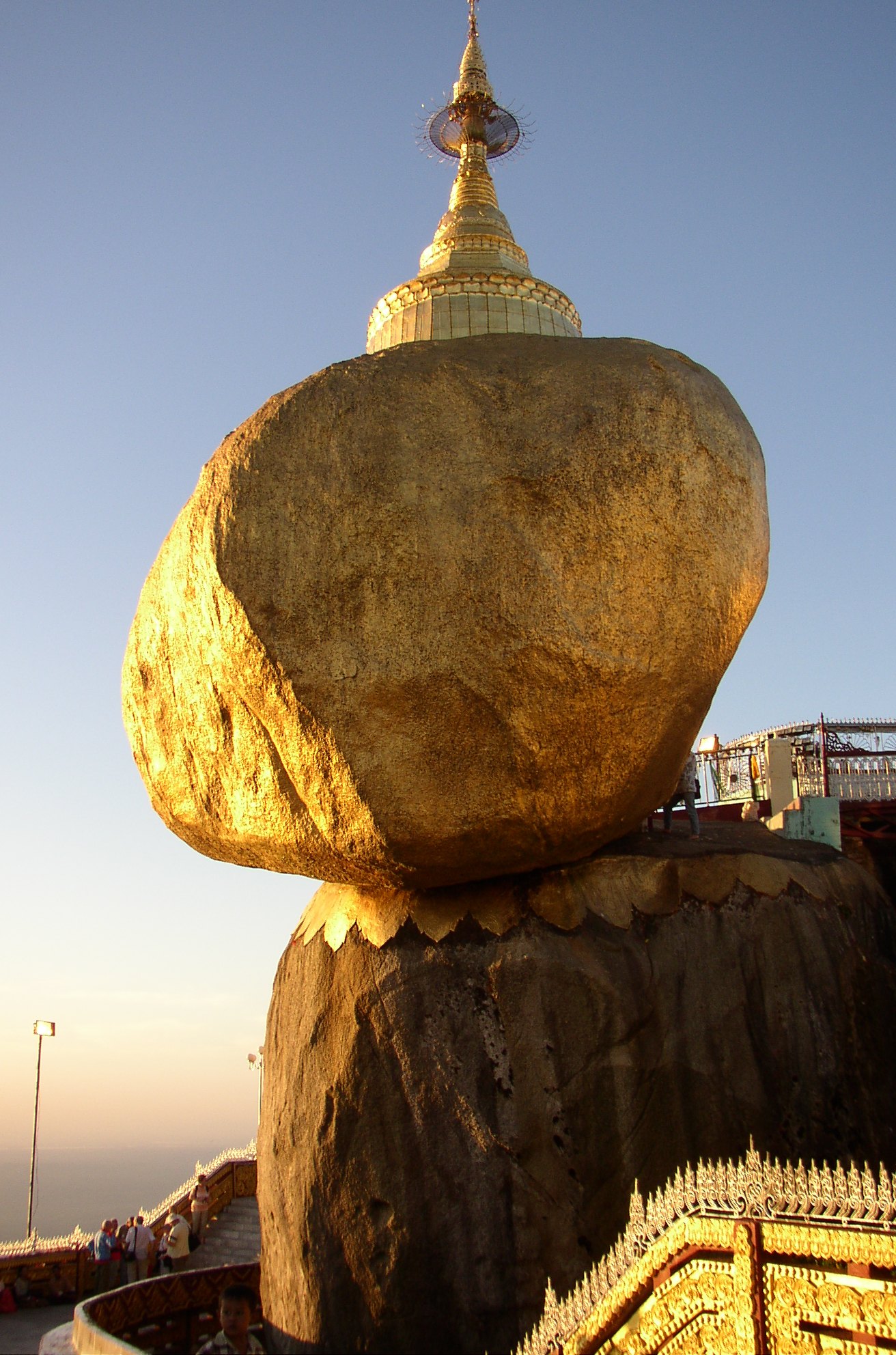
Пагода Чайттійо на заході Сонця

Пагода Чайттійо (бірм. ), також відома як Золотий камінь - знаменита буддистська святиня і місце паломництва в штаті Мон в М'янмі. Пагода заввишки 5,5 м знаходиться на вершині гранітного каменю, балансуючого на уступі скелі. Камінь покритий сухозлітним золотом. За твердженнями вірян камінь був встановлений на скелю двома натами (бірманськими духами) близько 2500 років тому. Жінкам заборонено торкатися каменю і стояти у безпосередній близькості від нього.
Пагода і камінь знаходяться на вершині гори Чайттійо і оточені комплексом будівель релігійного призначення і місцями ночлігу для паломників (проте іноземцям зупинятися в них на ніч заборонено). Вантажівки з відкритими кузовами возять паломників і туристів з центру довколишнього містечка Кінпун до терміналу ґрунтового майданчика трохи нижче вершини серпантином завдовжки 16 км. Від терміналу до вершини тягнеться пішохідна стежка завдовжки 3 км.
Камінь можуть злегка розгойдати двійка чоловіків. За деякими відомостями, під розгойдуваним каменем можна протягнути мотузок. За переказами, в пагоді замуровано волосинку Будди, яка не дозволяє каменю зісковзнути з уступу.

## Ресурси Інтернету
- Вікісховище має мультимедійні дані за темою: Пагода Чайттійо
- Сама незвичайна святиня в М'янмі - Пагода Чайттійо [Архівовано 4 березня 2016 у Wayback Machine.] (рос.) на сайті gradremstroy.ru

## Фототека

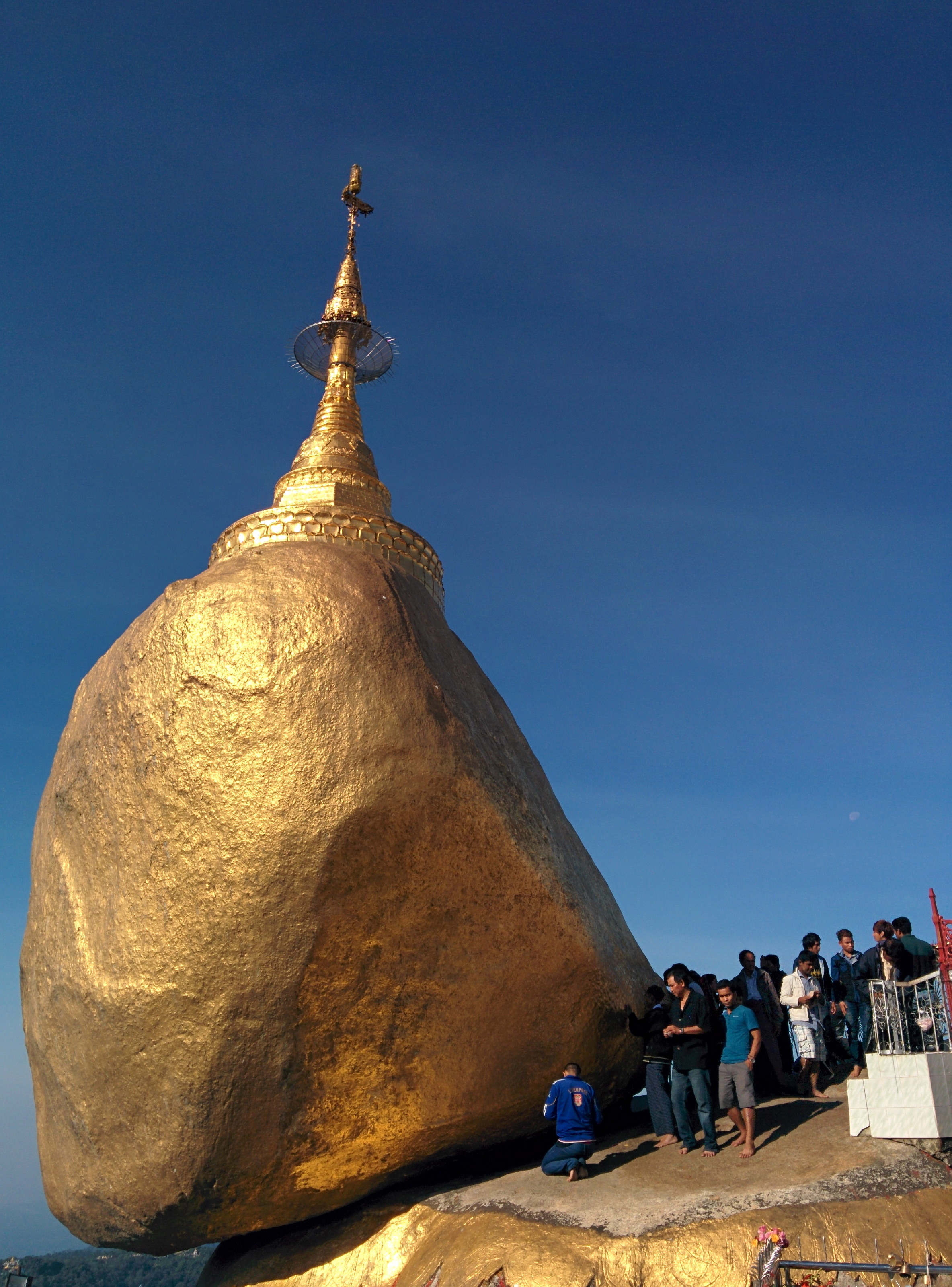
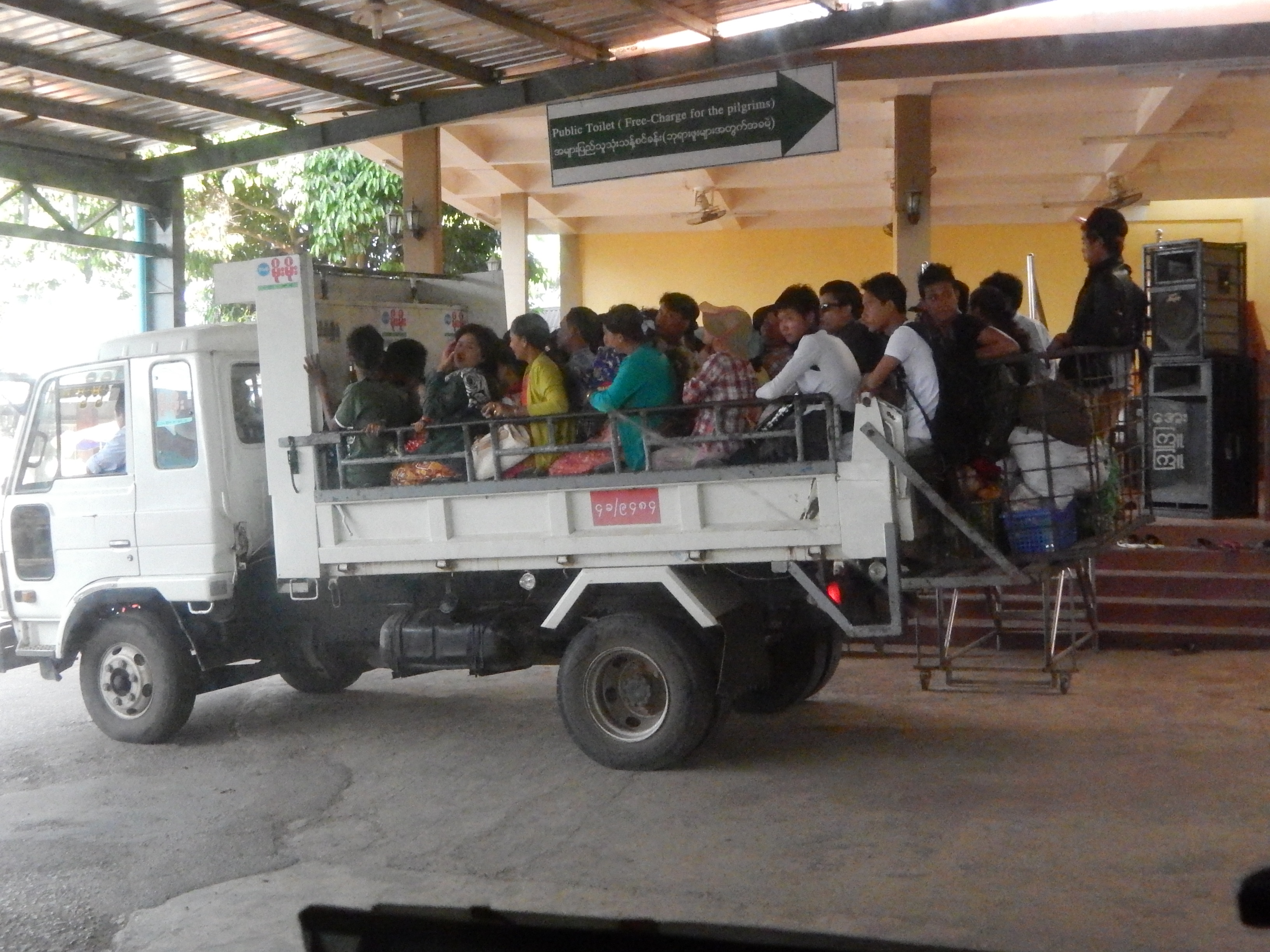
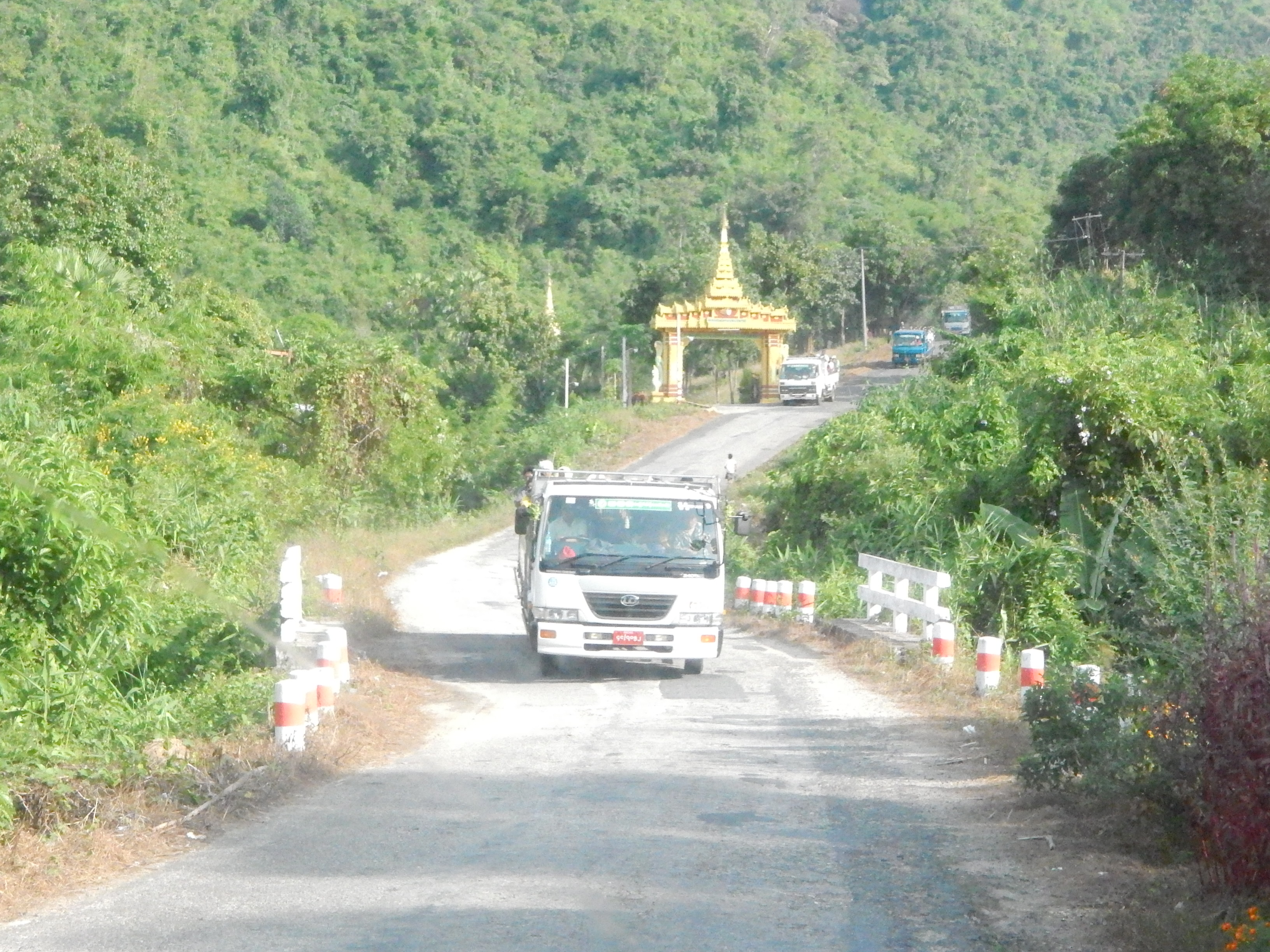